# Panama (Nebraska)
Panama es una villa ubicada en el condado de Lancaster en el estado estadounidense de Nebraska. En el Censo de 2010 tenía una población de 256 habitantes y una densidad poblacional de 348,04 personas por km².

## Geografía
Panama se encuentra ubicada en las coordenadas 40°35′59″N 96°30′40″O / 40.59972, -96.51111. Según la Oficina del Censo de los Estados Unidos, Panama tiene una superficie total de 0.74 km², de la cual 0.74 km² corresponden a tierra firme y (0%) 0 km² es agua.

## Demografía
Según el censo de 2010, había 256 personas residiendo en Panamá. La densidad de población era de 348,04 hab./km². De los 256 habitantes, Panama estaba compuesto por el 98.44% blancos, el 0.78% eran afroamericanos, el 0% eran amerindios, el 0.39% eran asiáticos, el 0% eran isleños del Pacífico, el 0% eran de otras razas y el 0.39% pertenecían a dos o más razas. Del total de la población el 0% eran hispanos o latinos de cualquier raza.